# Temporada 1986-87 de los Boston Celtics
La temporada 1986-87 fue la cuadragésimo primera de los Boston Celtics en la NBA. La temporada regular acabó con 59 victorias y 23 derrotas, acabando primeros de la Conferencia Este y clasificándose para los playoffs, donde alcanzaron las Finales, en las que perdieron ante Los Angeles Lakers.

## Elecciones en el Draft
| Ronda | Puesto | Jugador  | Posición | Nacionalidad   | Universidad/Club |
| ----- | ------ | -------- | -------- | -------------- | ---------------- |
| 1     | 2      | Len Bias | Alero    | Estados Unidos | Maryland         |

## Temporada regular
| División Atlántico   | División Atlántico | División Atlántico | División Atlántico | División Atlántico | División Atlántico | División Atlántico | División Atlántico | División Atlántico |
| Equipo               | G                  | P                  | %                  | PD                 | Casa               | Fuera              | Div                |                    |
| -------------------- | ------------------ | ------------------ | ------------------ | ------------------ | ------------------ | ------------------ | ------------------ | ------------------ |
| y-Boston Celtics     | 59                 | 23                 | .720               | –                  | 39–2               | 20–21              | 15–9               |                    |
| x-Philadelphia 76ers | 45                 | 37                 | .549               | 14                 | 28–13              | 17–24              | 12–12              |                    |
| x-Washington Bullets | 42                 | 40                 | .512               | 17                 | 27–14              | 15–26              | 13–11              |                    |
| New Jersey Nets      | 24                 | 58                 | .293               | 35                 | 19–22              | 5–36               | 12–12              |                    |
| New York Knicks      | 24                 | 58                 | .293               | 35                 | 18–23              | 6–35               | 8–16               |                    |

## Playoffs

### Primera ronda
Boston Celtics vs. Chicago Bulls 
| Fecha       | Partido                               | Ciudad  |
| ----------- | ------------------------------------- | ------- |
| 23 de abril | Boston Celtics 108, Chicago Bulls 104 | Boston  |
| 26 de abril | Boston Celtics 105, Chicago Bulls 96  | Boston  |
| 28 de abril | Chicago Bulls 94, Boston Celtics 105  | Chicago |
|             | Boston Celtics gana las series 3-0    |         |

### Semifinales de Conferencia
Boston Celtics  vs. Milwaukee Bucks
| Fecha      | Partido                                 | Ciudad    |
| ---------- | --------------------------------------- | --------- |
| 5 de mayo  | Boston Celtics 111, Milwaukee Bucks 98  | Boston    |
| 6 de mayo  | Boston Celtics 126, Milwaukee Bucks 124 | Boston    |
| 8 de mayo  | Milwaukee Bucks 126, Boston Celtics 121 | Milwaukee |
| 10 de mayo | Milwaukee Bucks 137, Boston Celtics 138 | Milwaukee |
| 13 de mayo | Boston Celtics 124, Milwaukee Bucks 129 | Boston    |
| 15 de mayo | Milwaukee Bucks 121, Boston Celtics 111 | Milwaukee |
| 17 de mayo | Boston Celtics 119, Milwaukee Bucks 113 | Boston    |
|            | Boston Celtics gana las series 4-3      |           |

### Finales de Conferencia
Boston Celtics  vs. Detroit Pistons
| Fecha      | Partido                                 | Ciudad  |
| ---------- | --------------------------------------- | ------- |
| 19 de mayo | Boston Celtics 104, Detroit Pistons 91  | Boston  |
| 21 de mayo | Boston Celtics 110, Detroit Pistons 101 | Boston  |
| 23 de mayo | Detroit Pistons 122, Boston Celtics 104 | Detroit |
| 24 de mayo | Detroit Pistons 145, Boston Celtics 119 | Detroit |
| 26 de mayo | Boston Celtics 108, Detroit Pistons 107 | Boston  |
| 28 de mayo | Detroit Pistons 113, Boston Celtics 105 | Detroit |
| 30 de mayo | Boston Celtics 117, Detroit Pistons 114 | Boston  |
|            | Boston Celtics gana las series 4-3      |         |

### Finales de la NBA
Los Angeles Lakers vs. Boston Celtics
| Fecha       | Partido                                    | Ciudad      |
| ----------- | ------------------------------------------ | ----------- |
| 2 de junio  | Los Angeles Lakers 126, Boston Celtics 113 | Los Angeles |
| 4 de junio  | Los Angeles Lakers 141, Boston Celtics 122 | Los Angeles |
| 7 de junio  | Boston Celtics 109, Los Angeles Lakers 103 | Boston      |
| 9 de junio  | Boston Celtics 106, Los Angeles Lakers 107 | Boston      |
| 11 de junio | Boston Celtics 123, Los Angeles Lakers 108 | Boston      |
| 14 de junio | Los Angeles Lakers 106, Boston Celtics 93  | Los Angeles |
|             | Los Angeles Lakers gana las finales 4-2    |             |

## Estadísticas
| Rk | Jugador         | Edad | P  | PT | MP   | TC   | TCI  | %TC  | T3  | T3I  | %T3  | TL  | TLI | %TL  | RO  | RD  | RT   | AS  | RB  | TAP | BP  | FP  | PTS  |
| -- | --------------- | ---- | -- | -- | ---- | ---- | ---- | ---- | --- | ---- | ---- | --- | --- | ---- | --- | --- | ---- | --- | --- | --- | --- | --- | ---- |
| 1  | Larry Bird      | 30   | 74 | 73 | 40.6 | 10.6 | 20.2 | .525 | 1.2 | 3.0  | .400 | 5.6 | 6.1 | .910 | 1.7 | 7.5 | 9.2  | 7.6 | 1.8 | 0.9 | 3.2 | 2.5 | 28.1 |
| 2  | Kevin McHale    | 29   | 77 | 77 | 39.7 | 10.3 | 17.0 | .604 | 0.0 | 0.1  | .000 | 5.6 | 6.6 | .836 | 3.2 | 6.7 | 9.9  | 2.6 | 0.5 | 2.2 | 2.6 | 3.1 | 26.1 |
| 3  | Robert Parish   | 33   | 80 | 80 | 37.4 | 7.4  | 13.2 | .556 | 0.0 | 0.0  | .000 | 2.8 | 3.9 | .735 | 3.2 | 7.5 | 10.6 | 2.2 | 0.8 | 1.8 | 2.4 | 3.3 | 17.5 |
| 4  | Dennis Johnson  | 32   | 79 | 78 | 37.1 | 5.4  | 12.1 | .444 | 0.1 | 0.8  | .113 | 2.6 | 3.2 | .833 | 0.6 | 2.7 | 3.3  | 7.5 | 1.1 | 0.5 | 2.2 | 2.5 | 13.4 |
| 5  | Danny Ainge     | 27   | 71 | 66 | 35.2 | 5.8  | 11.9 | .486 | 1.2 | 2.7  | .443 | 2.1 | 2.3 | .897 | 0.7 | 2.7 | 3.4  | 5.6 | 1.4 | 0.2 | 2.0 | 2.7 | 14.8 |
| 6  | Jerry Sichting  | 30   | 78 | 15 | 20.1 | 2.6  | 5.1  | .508 | 0.1 | 0.3  | .269 | 0.5 | 0.5 | .881 | 0.3 | 0.9 | 1.2  | 2.4 | 0.5 | 0.0 | 0.8 | 1.6 | 5.7  |
| 7  | Fred Roberts    | 26   | 73 | 11 | 14.8 | 1.9  | 3.7  | .515 | 0.0 | 0.0  | .000 | 1.7 | 2.1 | .810 | 0.7 | 1.9 | 2.6  | 0.8 | 0.3 | 0.3 | 1.2 | 1.8 | 5.5  |
| 8  | Scott Wedman    | 34   | 6  | 2  | 13.0 | 1.5  | 4.5  | .333 | 0.2 | 0.3  | .500 | 0.2 | 0.3 | .500 | 0.5 | 1.0 | 1.5  | 1.0 | 0.3 | 0.3 | 0.5 | 1.0 | 3.3  |
| 9  | Darren Daye     | 26   | 61 | 2  | 11.9 | 1.7  | 3.3  | .500 | 0.0 | 0.0  |      | 0.6 | 1.1 | .523 | 0.6 | 1.4 | 2.0  | 1.2 | 0.4 | 0.1 | 0.9 | 1.6 | 3.9  |
| 10 | Bill Walton     | 34   | 10 | 0  | 11.2 | 1.0  | 2.6  | .385 | 0.0 | 0.0  |      | 0.8 | 1.5 | .533 | 1.1 | 2.0 | 3.1  | 0.9 | 0.1 | 1.0 | 1.5 | 2.3 | 2.8  |
| 11 | Greg Kite       | 25   | 74 | 1  | 10.1 | 0.6  | 1.5  | 0.0  | 0.0 | .000 | .427 | 0.4 | 1.0 | .382 | 0.8 | 1.5 | 2.3  | 0.4 | 0.2 | 0.6 | 0.5 | 2.0 | 1.7  |
| 12 | Sam Vincent     | 23   | 46 | 5  | 8.1  | 1.3  | 3.0  | .441 | 0.0 | 0.0  |      | 1.1 | 1.2 | .927 | 0.1 | 0.5 | 0.6  | 1.3 | 0.3 | 0.0 | 0.7 | 0.7 | 3.7  |
| 13 | Rick Carlisle   | 27   | 42 | 0  | 7.1  | 0.7  | 2.2  | .326 | 0.1 | 0.4  | .313 | 0.4 | 0.5 | .750 | 0.2 | 0.5 | 0.7  | 0.8 | 0.2 | 0.0 | 0.6 | 0.7 | 1.9  |
| 14 | Conner Henry    | 23   | 36 | 0  | 6.4  | 1.1  | 2.9  | .369 | 0.3 | 0.9  | .387 | 0.3 | 0.5 | .588 | 0.2 | 0.6 | 0.8  | 0.8 | 0.2 | 0.0 | 0.5 | 0.8 | 2.7  |
| 15 | Andre Turner    | 22   | 3  | 0  | 6.0  | 0.7  | 1.7  | .400 | 0.0 | 0.3  | .000 | 0.0 | 0.0 |      | 0.3 | 0.3 | 0.7  | 0.3 | 0.0 | 0.0 | 1.7 | 0.3 | 1.3  |
| 16 | David Thirdkill | 26   | 17 | 0  | 5.2  | 0.6  | 1.4  | .417 | 0.0 | 0.1  | .000 | 0.3 | 0.9 | .313 | 0.3 | 0.8 | 1.1  | 0.1 | 0.1 | 0.0 | 0.3 | 0.7 | 1.5  |

## Galardones y récords
| Jugador/Entrenador | Galardón                                                             |
| Larry Bird         | Mejor quinteto de la NBA All-Star                                    |
| Kevin McHale       | Mejor quinteto de la NBA Mejor quinteto defensivo de la NBA All-Star |
| Robert Parish      | All-Star                                                             |